# 売布 (宝塚市)
売布（めふ）は兵庫県宝塚市にある地域

## 地理
宝塚市の中心部分に位置しており、北部は山と住宅街が広がっており、住宅地は山を切り崩しているため地名には丘が入っている。南部には住宅街が広がっている。周辺には清澄寺や中山寺、売布神社などの寺院や神社が多く点在している。元々宝塚町に所属していたが、1954年に周辺町村と合併したことで宝塚市の一部となった。町の中心部を中国自動車道が南北に貫通している。また東西は国道176号線が縦断している。
大字
| 郵便番号    | 住所           |
| ----------- | -------------- |
| 〒 665-0852 | 売布           |
| 〒 665-0853 | 売布ガ丘       |
| 〒 665-0855 | 売布きよしガ丘 |
| 〒 665-0856 | 売布自由ガ丘   |
| 〒 665-0867 | 売布東の町     |
| 〒 665-0854 | 売布山手町     |

## 人口と世帯数
令和6年現在の人口と世帯数は以下の通りである。
|                | 世帯数  | 人口    | 男性  | 女性  |
| -------------- | ------- | ------- | ----- | ----- |
| 売布1丁目      | 369世帯 | 740人   | 327人 | 413人 |
| 売布2丁町      | 469世帯 | 894人   | 409人 | 485人 |
| 売布3丁目      | 515世帯 | 1,049人 | 470人 | 579人 |
| 売布4丁目      | 570世帯 | 1,262人 | 582人 | 680人 |
| 売布ガ丘       | 246世帯 | 506人   | 238人 | 268人 |
| 売布きよしガ丘 | 292世帯 | 637人   | 288人 | 349人 |
| 売布自由ガ丘   | 135世帯 | 484人   | 230人 | 254人 |
| 売布東の町     | 470世帯 | 960人   | 426人 | 534人 |
| 売布山手町     | 137世帯 | 303人   | 140人 | 163人 |

## 交通
鉄道
- 阪急電鉄売布神社駅のみ

JR宝塚線が阪急宝塚線の下を通っているが駅はない。
バス
- 〈50系統・60系統。75系統〉売布東の町のみ[5]
- 売布循環線　 阪急売布神社駅〜売布きよしガ丘北/売布神社口〜福祉コミュティプラザ/売布東の町[6]

## 史跡
- 売布神社[7]
- 売布神社裏1号墳
- 売布神社裏2号墳
- 売布神社裏3号墳

## 施設
- 宝塚市立大型児童センター（売布東の町）
- 共同利用施設　売布会館（売布）[8]
- ピピアめふ（商業＆公益複合施設）（売布）[9]

郵便局
- 宝塚売布郵便局[10]

銀行
- 関西みらい銀行売布神社駅前
- 関西みらい銀行ピピアめふプラザ
- 池田泉州銀行売布支店（ピピアめふ内）

## 教育施設
高校
なし
中学
なし
小学校
- 売布小学校

## その他
売布特別
2002年と2003年に阪神競馬場で行われたレース。優勝馬には後の重賞馬ヒシミラクルとサクラセンチュリーがいる。